# Peredur (prénom)
Peredur est un ancien prénom gallois (Peretur en vieux gallois), porté par différents personnages historiques ou légendaires. La signification de Peredur est sujet à diverses interprétations.

## Étymologie
Le nom Peredur proviendrait d'un emprunt latin, le nom d'agent *parator, « (celui) qui veille à, qui met en ordre, qui restaure ».
Selon Théodore Hersart de La Villemarqué, le nom signifie « chercheur de bassin », et se décompose en *per (« bassin ») et *gedur (« chercher »).

## Personnalités

### Histoire et littérature
- Peredur (Peredurus en latin) est un roi légendaire de l’île de Bretagne (actuelle Grande-Bretagne), dont l’« histoire » est rapportée par Geoffroy de Monmouth dans son Historia regum Britanniae (vers 1135)[3] ;
- Peredur ab Evrawc (Peredur, fils d'Evrawc), le personnage central du conte du même nom faisant partie des Trois romances galloises[4]. C'est l'équivalent de Perceval le gallois ;
- Peredur mab Eliffer (Peredur, fils d'Eliffer), le nom de plusieurs personnages aux frontières de l'histoire et de la légende liée à la Bretagne post romaine dans la région du Hen Ogledd qui apparaissent dans les sources historiques et dans la littérature[5] ;
- Peredur de Penweddig, un personnage du poème gallois Englynion y Beddau[6].

### Prénom
- Peredur Lynch, universitaire gallois spécialisé en histoire littéraire galloise.

### Pseudonyme
- Peredur ap Gwynedd, pseudonyme du guitariste du groupe australien Pendulum